# Vaila
Vaila (fornnordiska: "Valey", "Valö") är en liten ö bland Shetlandsöarna, belägen strax söder om den västra halvön av Shetlands huvudö. Ön har en area på 3,27 km2 och når som högst 95 meter över havet.
På Vaila finns en ekologisk fårfarm och ön är även känd på Shetland för sina skogsharar.

## Geografi och geologi

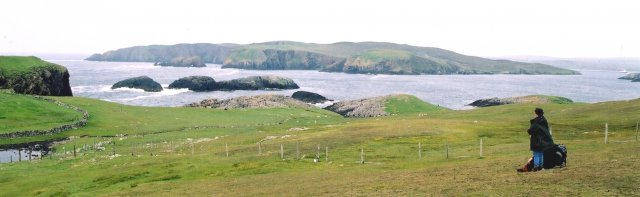
Muckle Flaes och Vaila från Culswick, Mainland

Öns geologi består av fin, mörkgrå sandsten, som bildades för 400 miljoner år sedan och har sedan utsatts för glaciära processer. I öns sydöstra del emot Gaada Stacks finns även granit.
Det finns fem bäckar och fyra tjärnar på ön.
Södra änden av Vaila består till största del av Ward Hill (en vanlig beteckning på nordöarna), som i sin tur delas upp i West Ward (81 m ö.h.), Mid Ward och East Ward (95 m ö.h.).
Ön har även flera grottor i söder och väster, och naturliga bågformationer av berggrunden på både öst- och västkusten.
I nordväst ligger Wester Sound, och Easter Sound i öster. Norrut kallas vattnet för Vaila Sound, där en av de många öar på Shetland som kallas Linga ligger.